# Philine infortunata
Philine infortunata is een slakkensoort uit de familie van de Philinidae. De wetenschappelijke naam van de soort is voor het eerst geldig gepubliceerd in 1895 door Pilsbry.